# Paramolgus simulans
Paramolgus simulans is een eenoogkreeftjessoort uit de familie van de Rhynchomolgidae. De wetenschappelijke naam van de soort is voor het eerst geldig gepubliceerd in 1967 door Humes & Ho.